# Theodosius Dobzhansky
Theodosius Dobzhansky (ros. Феодосий Григорьевич Добржанский, Fieodosij Grigorjewicz Dobżanskij; ur. 25 stycznia 1900 w Niemirowie, zm. 18 grudnia 1975 w San Jacinto) – genetyk, który od 1927 mieszkał w Stanach Zjednoczonych.

## Życiorys
Wykładał na California Institute of Technology (1930–1940)
oraz na Columbia University (1940–1962). Był współzałożycielem i członkiem pierwszej rady Society for the Study of Evolution.
Autor wielu badań z zakresu genetyki, w szczególności na gatunkach należących do rodzaju Drosophila. Dało to początek Syntetycznej Teorii Ewolucji. 

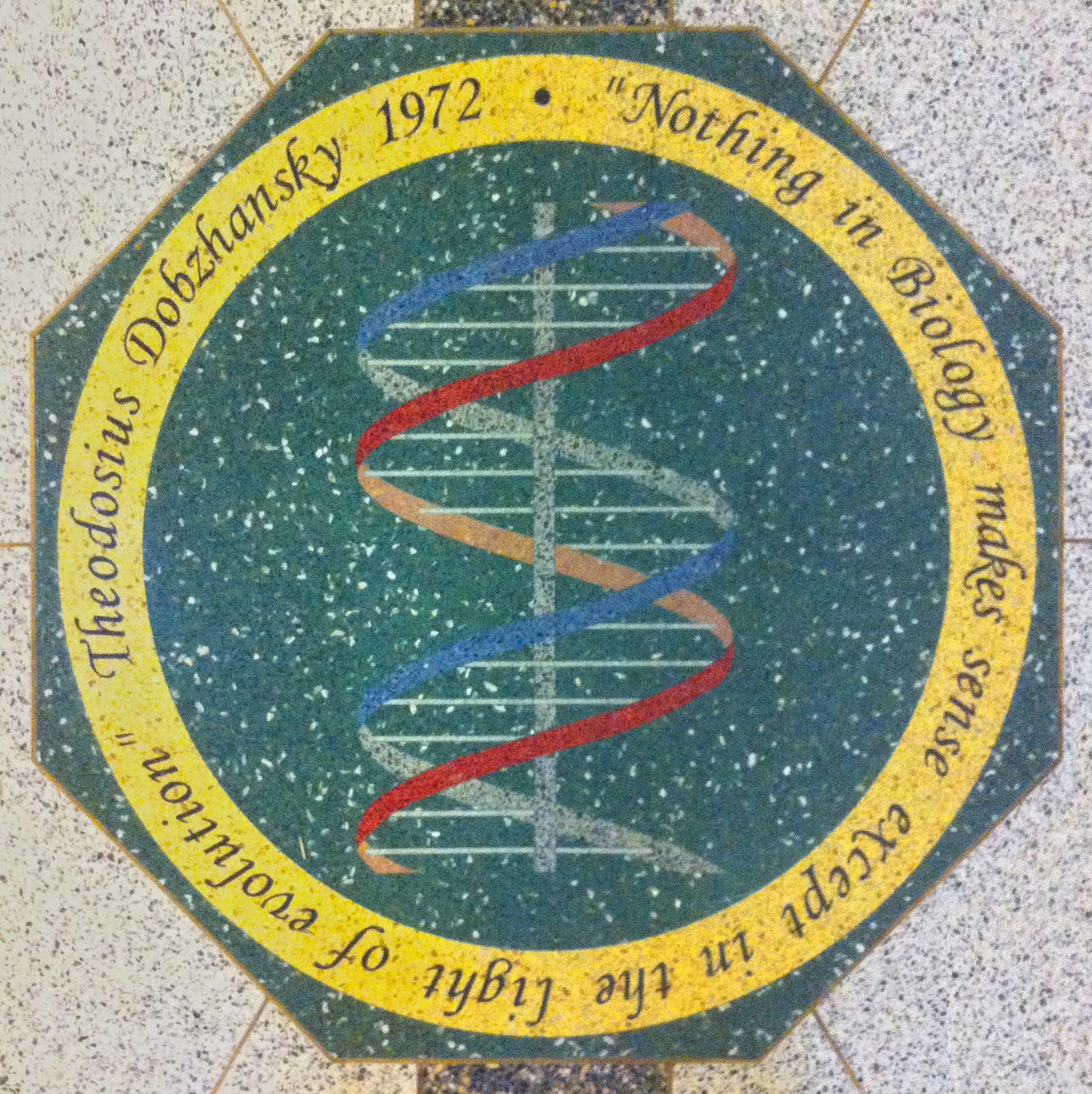
Mozaika na podłodze Jordan Hall of Science w University of Notre Dame:
Nothing in Biology makes sense except in the light of evolution, Dobzhansky (1972)

Jak relacjonuje jeden z uczniów Dobzhansky'ego, Francisco J. Ayala, był on religijnym człowiekiem, chociaż odrzucał wiarę w osobowego Boga i życie po fizycznej śmierci.
Sam Dobzhansky wielokrotnie wyrażał przekonanie, że Bóg stwarza świat poprzez ewolucję, a wiara religijna nie stoi w sprzeczności z teorią Darwina.
Jest autorem słynnego stwierdzenia, stanowiącego jednocześnie tytuł jednego z jego artykułów:

Nic w biologii nie ma sensu, jeśli jest rozpatrywane w oderwaniu od ewolucji.

## Publikacje
- 1937: Genetics and the Origin of Species (trzecie wydanie 1951)
- 1962: The Evolution of the Human Species
- 1967: The Biology of Ultimate Concern
- 1970: Genetics of the Evolution Process
- 1973: Genetic Diversity and Human Equality